# Isaquias Queiroz
Isaquias Queiroz dos Santos (ur. 3 stycznia 1994 w Ubaitabie) – brazylijski kajakarz, trzykrotny medalista olimpijski, sześciokrotny mistrz świata, trzykrotny złoty medalista igrzysk panamerykańskich, wielokrotny mistrz Ameryki Południowej.
W dzieciństwie spadł na niego garnek z wrzątkiem, paląc znaczną część ciała. Dwa lata później został porwany. W wieku 10 lat usunięto mu nerkę po upadku z drzewa, dlatego wielu mówi na niego Sem rim („Bez nerki”). Kajakarstwo zaczął uprawiać w wieku 11 lat.
Oprócz ojczystego języka portugalskiego zna również hiszpański.
Podczas swoich pierwszych igrzyskach olimpijskich w Rio de Janeiro zdobył trzy medale. Srebro wywalczył w rywalizacji jedynek na 1000 metrów. Do Niemca Sebastiana Brendela stracił 1,603 sekundy, trzeci był Mołdawianin Serghei Tarnovschi, jednak został zdyskwalifikowany za pozytywny test antydopingowy. Drugi srebrny medal zdobył w dwójce w parze z Erlonem Silvą. W finale Niemcy Sebastian Brendel i Jan Vandrey okazali się lepsi o 0,907 sekundy. Dorobek medalowy uzupełnił brązowym medalem w jedynce na 200  metrów. Tam okazał się słabszy od Ukraińca Jurija Czebana i Azera Valentina Demyanenko. W ten sposób został pierwszym Brazylijczykiem, którzy zdobył trzy medale olimpijskiego na jednych igrzyskach.